# 惑星移動
惑星移動 (わくせいいどう、英: planetary migration) は、惑星や恒星の伴星がガス円盤や微惑星と相互作用した結果として、その軌道要素、特に軌道長半径が変化する現象を指す。惑星の軌道の進化に着目して、軌道進化 (英: orbital evolution) や軌道移動 (英: orbital migration)と呼ぶ場合もある。惑星移動は、木星質量程度の質量を持つがわずか数日で恒星の周りを一周する太陽系外惑星であるホット・ジュピターの最も有力な起源である。一般的に受け入れられている原始惑星系円盤からの惑星形成論では、恒星に非常に近い軌道ではそのような惑星は形成できないと考えられている。これは、恒星に近い場所では十分な質量が存在しないことや、岩石や氷からなる微惑星が形成するには温度が高すぎることが原因である。
また、地球型惑星がまだガス円盤が存在する中で形成された場合は、急速な内側への移動を起こすことも知られている。コア降着理論では、木星型惑星は10地球質量程度の原始惑星を介して形成されたと考えられているため、惑星移動は巨大ガス惑星のコア形成にも影響を及ぼし得る。

## 円盤の種類

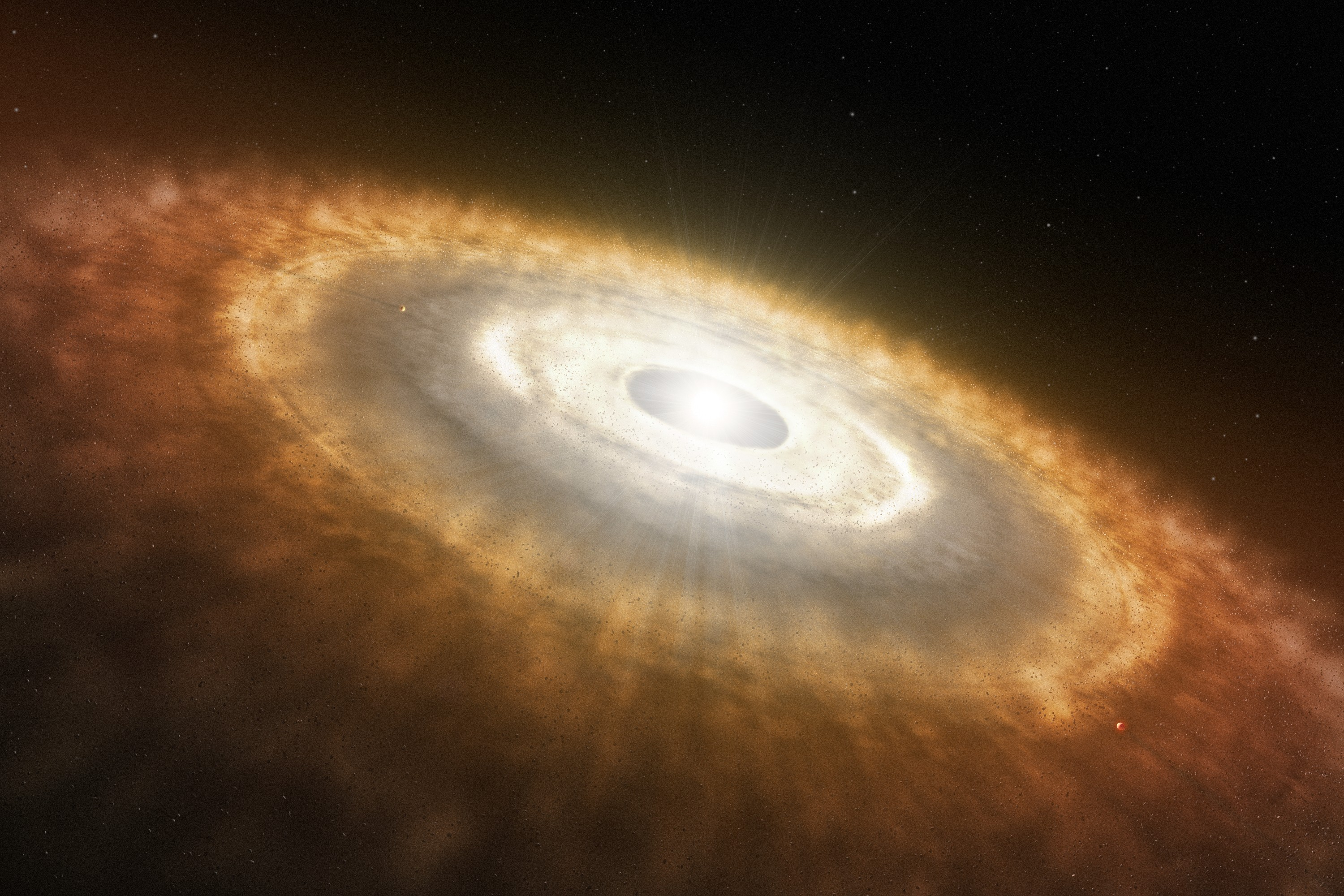
原始惑星系円盤の想像図。

### ガス円盤
若い恒星の周りにある原始惑星系円盤のガスの寿命は、観測からは数百万年であることが分かっている。円盤にまだガスが存在している時に地球質量程度やそれより重い惑星が形成されると、惑星は原始惑星系円盤内の周囲のガスと角運動量を交換し、その結果として軌道は徐々に変化する。局所的に等温な円盤の中では通常はこの惑星移動は内向き (中心星に向かって落下する方向) だが、円盤がエントロピー勾配を持っている場合は中心星から遠ざかる外向きの移動も発生し得る。

### 微惑星円盤
惑星系形成の後期段階では、重い原始惑星と微惑星がカオス的に重力的な相互作用を起こし、多くの微惑星が別の軌道に投げ出される。この過程で惑星と微惑星との間で角運動量が交換され、惑星の軌道が変化する。この移動も、内向きと外向きの両方が起こり得る。太陽系の場合、微惑星円盤によって引き起こされた海王星の外向きの移動によって、冥王星やその他の冥王星族の天体は海王星との 3:2 の軌道共鳴に捕獲されたと考えられている。

## 惑星移動の種類

### 円盤との相互作用による惑星移動

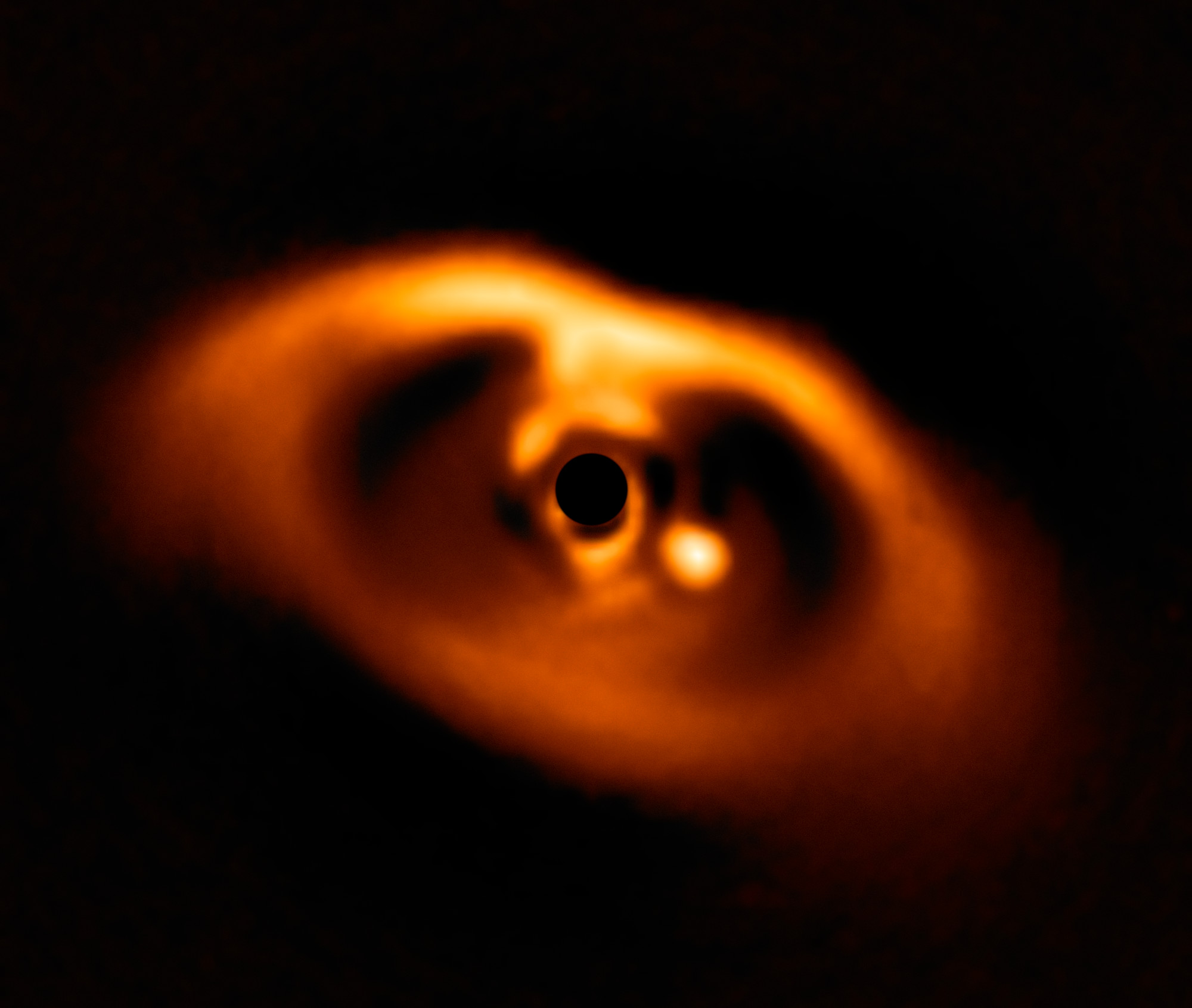
PDS 70の周りにある原始惑星系円盤と、円盤中の惑星 PDS 70b のVLTによる観測画像。

この種類の惑星移動は、円盤の中にある十分に重い天体が周囲の円盤ガスに重力を及ぼし、円盤の密度分布が擾乱されることによって発生する。複数の種類が存在するが、これらをまとめて disk migration と総称する。古典力学の作用反作用の法則によると、ガスは天体に同じ大きさで反対方向の重力を及ぼし、これはトルクの形でも表すことが出来る。このトルクは惑星の軌道の角運動量を変化させ、軌道長半径などの軌道要素を変化させる (もちろん全ての軌道要素が変化し得る)。軌道長半径が増加する場合は外向き移動を引き起こし恒星から遠ざかることになるが、逆の変化を起こす場合は内向き移動が起きる。

#### タイプI移動
小さい惑星は、リンドブラッド共鳴 の位置、および共回転共鳴の位置から発生する波からのトルクによって惑星移動を起こす。これをタイプI移動 (英: Type I migration) と呼ぶ。タイプI軌道移動やタイプI惑星移動とも呼ばれる。リンドブラッド共鳴は惑星の軌道の内側と外側両方の周囲のガスに密度波を励起する。多くの場合、外側の密度波は内側の密度波よりも大きいトルクを惑星に及ぼすため、惑星は角運動量を失い、恒星に向かって内向きに移動する。これらのトルクによる移動速度は惑星の質量と局所的なガス密度に比例し、惑星移動の時間スケールはガス円盤の寿命である数百万年に対して短くなる傾向がある。また、惑星と同じ周期で公転しているガスも、惑星にさらなる共回転トルクを及ぼす。惑星の公転運動に乗った基準座標系から見ると、このガスは馬蹄形軌道を運動しており、惑星の前方もしくは後方から接近してきた際に向きを変える。惑星の前方から接近してくるガスは惑星よりも公転半径が大きく、惑星の後方から小さい公転半径で接近してくるガスと比べて低温で密度が大きいと考えられる。そのため惑星の公転方向の前方はガスが高密度、後方は低密度となり、前方から引かれる力が上回るため惑星は角運動量を得ることになる。
惑星移動がタイプI移動で近似することが出来る惑星の質量は、局所的な円盤ガスの圧力スケールハイトに依存する。また依存の度合いは小さいものの、ガスの動粘度にも依存する。温かく粘性のある円盤では、タイプI移動はより大きな質量の惑星にも適用できる。局所的に等温な円盤で、ガスの密度勾配や温度勾配が急ではない場合は、一般にリンドブラッドトルクが共回転トルクを上回る。円盤が局所的に等温な場合も非等温な場合も、惑星の質量や円盤の状況によっては外向き移動が発生する場合がある。円盤内で惑星の外向き移動が発生し得る場所は円盤の進化段階によって変化する。円盤が局所的に等温な場合は、密度や温度の半径方向の勾配が圧力スケールハイトの数倍にわたって大きくなっている領域に限られる。
局所的に等温な円盤中でのタイプI移動は、ケプラーで発見されている惑星のいくつかの形成と長期的な進化と一致する。また惑星による固体物質の急速な降着は、惑星が角運動量を獲得する "heating torque" を発生させる場合もある。

#### タイプII移動
ガス円盤にギャップを形成するほどに大きく成長した惑星は、タイプII移動 (英: Type II migration) と呼ばれる惑星移動を起こす。タイプII軌道移動やタイプII惑星移動とも呼ばれる。円盤のガスに擾乱を与える惑星の質量が十分に大きくなると、惑星がガスに及ぼす潮汐トルクは角運動量を惑星の軌道の外側にあるガスに輸送し、また軌道の内側ではその逆が起きるため、結果として惑星の軌道の周囲からガスが排除される。タイプI移動が起きる段階では粘性トルクがこの過程に効率的に対抗して働くため、ガスが再供給されガス密度分布の急激な傾きは滑らかにされる。しかし惑星の軌道近傍でトルクが粘性トルクを上回るようになると、ガス密度が低い円環状のギャップ (溝、あるいは空隙) が形成される。このギャップの深さは、ガスの温度と粘性、そして惑星質量に依存する。
ギャップを横切るガスが存在しないという単純な仮定の下では、惑星の移動は円盤ガスの粘性進化に従う。ギャップより内側の円盤では、惑星はガスが恒星に降着するのに従って、粘性の時間スケールで内側にらせん状に落下する。この場合、惑星移動の速度は典型的にはタイプI移動の速度よりも遅くなる。しかしギャップより外側の円盤では、ガス円盤が粘性拡散を起こしている場合は外向き移動が起こり得る。木星質量程度の惑星は典型的な原始惑星系円盤の中ではタイプII移動の速度で移動を起こすと考えられており、タイプI移動からタイプII移動への遷移は、惑星が部分的なギャップを形成し始める土星質量程度で起きると考えられる。タイプII移動はホット・ジュピターの形成メカニズムのひとつである。
より現実的な状況では、円盤の温度や粘性の条件が極端なもので無い限り、ギャップを通過するガスの流れが存在する。この質量の流れの結果として、惑星に働くトルクはタイプI移動の際に働くトルクに似て円盤の局所的な特性に影響を受けやすい可能性がある。そのため粘性円盤では、通常タイプII移動はタイプI移動の変形された形式として統一された形式で記述することが出来る。タイプI移動からタイプII移動への遷移は一般的には滑らかに起きるが、滑らかな遷移からのずれが起きうる場合も発見されている。状況によっては、惑星が周囲の円盤ガスに対して離心的な擾乱を誘起した場合、タイプII移動がゆっくりになったり、停止したり、あるいは移動方向が反転する場合がある。

#### タイプIII移動
この惑星移動はかなり極端な円盤と惑星の場合に適用され、移動の時間スケールが非常に短いという特徴を持つ。この過程は "runaway migration" と呼ばれることがあるが、必ずしも移動速度は時間の経過に従って増大しない。
このタイプIII移動 (英: Type III migration) は、惑星の秤動領域に捕獲されたガスからの共軌道トルクと、初期の比較的速い惑星の半径方向の運動によって駆動される。円盤内での惑星の半径方向の運動は共軌道領域にあるガスを移動させ、惑星の前方と後方の間にガス密度の非対称性を作り出す。タイプIII移動は、円盤が比較的重く惑星がガス円盤に部分的なギャップしか形成できない状況で発生する。これまでの解釈では、タイプIII移動は惑星の半径方向の運動とは反対の向きに惑星の軌道を横切るガスの流れと結び付けられており、正のフィードバックループを形成していた。もし後期に発生するタイプII移動が有効に働かないのであれば、速い外向きの移動も一時的に発生して巨大惑星を遠方の軌道へと移動させる可能性がある。

### 重力散乱
惑星を大きな軌道半径まで移動させる可能性のある別のメカニズムには重力散乱がある。これはより大きな惑星による重力散乱か、あるいは原始惑星系円盤の中では円盤の流体の高密度領域による重力散乱によっても発生する。太陽系の場合、天王星と海王星は木星あるいは土星 (もしくはその両方) との近接遭遇によって遠方の軌道へ重力的に散乱させられた可能性がある。系外惑星系ではガス円盤の散逸の後に同様の力学不安定性が発生し、惑星の軌道が変化し、場合によっては惑星が系から弾き出されたり恒星に衝突したりしたと考えられる。大きな軌道離心率で近点が恒星に近い軌道に惑星がとどまる可能性もあり、このような場合は惑星が恒星に及ぼす潮汐によって軌道が変化し得る。重力散乱を起こす遭遇によって惑星の軌道離心率や軌道傾斜角は励起されるため、これは恒星に近い軌道を公転する太陽系外惑星の軌道離心率の分布を説明する仮説のひとつとされている。
重力散乱の結果として形成された惑星系は、しばしば安定性の限界付近にある。ニースモデルのように外側に微惑星の円盤を持つ系外惑星系は、微惑星が駆動する惑星移動の際に軌道共鳴の位置を横切ることで力学的不安定性を経験する可能性がある。遠方の軌道を公転する惑星の軌道離心率や軌道傾斜角は、微惑星との力学的摩擦によって減衰する。それらの最終的な値は、重力遭遇を経験した惑星と微惑星円盤の相対的な質量に依存する。

### 潮汐力による移動
恒星と惑星の間の潮汐力は惑星の軌道長半径と軌道離心率を変化させる。恒星の近くを公転する惑星の潮汐によって恒星には潮汐バルジが誘起される。恒星の自転周期が惑星の公転周期よりも長い場合、恒星の潮汐バルジの位置は恒星の中心と惑星を結ぶ直線よりも後方に遅れ、惑星と恒星の間にトルクを発生させる。その結果として惑星は恒星の潮汐バルジに後方から引かれる形となるため角運動量を失い、軌道長半径は時間と共に減少する。
惑星が楕円軌道にある場合、潮汐の強さは惑星が近点付近にいる際に大きくなる。惑星は近点を通過する前後で大きな減速を受けるため、遠点は近点よりも急速に減衰し、その結果として惑星の軌道離心率は減衰する。円盤との相互作用による惑星移動は円盤のガスが散逸する数百万年の間継続するが、それとは異なり潮汐力による惑星移動は数十億年にわたって継続する。近接惑星の潮汐進化によって、円盤のガスが散逸した段階での惑星の軌道長半径は典型的には半分程度になる。

### 古在サイクルと潮汐摩擦
惑星の軌道が連星の軌道面に対して傾いている場合、惑星の軌道は古在サイクルと潮汐摩擦の組み合わせによって減衰する場合がある。より遠方を公転する伴星との相互作用によって、惑星の軌道は古在メカニズムによって軌道離心率と軌道傾斜角を交換する状態になる。この過程は惑星の軌道離心率を上昇させ、惑星と恒星の間に強い潮汐を発生させるのに十分なほど近点を恒星に近づけることがある。近点が恒星の近くにある時、惑星は角運動量を失い軌道は縮小する。惑星の軌道離心率と軌道傾斜角の変動のサイクルは、惑星の軌道長半径の進化を繰り返し減速させる。惑星の軌道が遠方の伴星からの影響を受けなくなるほどに減衰すると、古在サイクルは終了する。惑星の軌道はさらに潮汐力によって円軌道化されるのに従ってより急速に減衰する。
この過程では逆行軌道の惑星も形成される可能性がある。惑星同士の重力散乱によってお互いに異なる軌道傾斜角を持つ2つの惑星同士でも古在サイクルが発生する場合があり、その結果として逆行軌道の惑星が形成され得る。

### 微惑星による移動

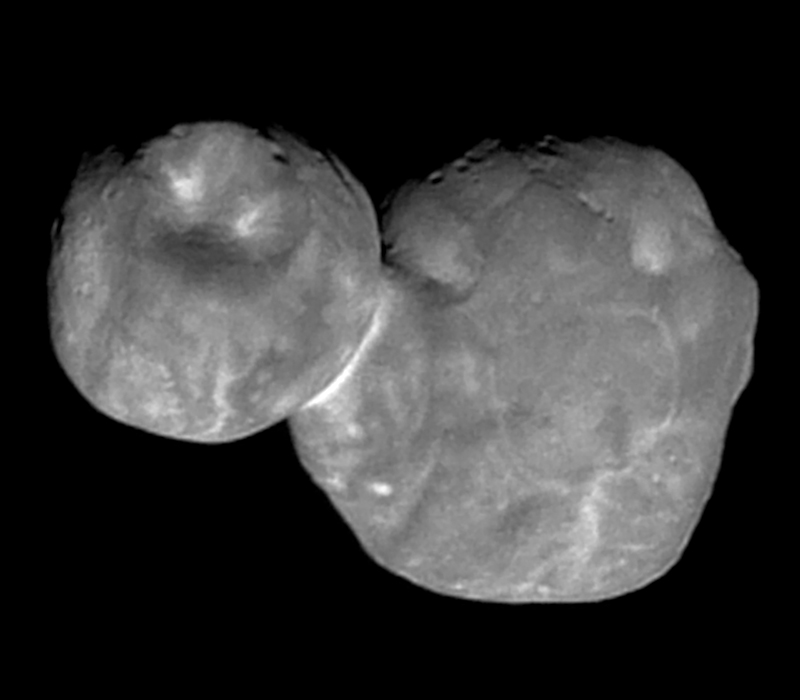
微惑星の生き残りだと考えられる太陽系外縁天体の一つ、。太陽系形成初期にはこのような微惑星が円盤状に大量に存在し、惑星移動に影響を及ぼしたと考えられている。

惑星の軌道は、大量の微惑星との重力的な遭遇によっても変化する。微惑星による移動 (英: planetesimal-driven migration) は微惑星と惑星の遭遇の際の角運動量の輸送が蓄積した結果として発生する。個々の遭遇において、交換される角運動量の大きさと惑星の軌道の変化の方向は遭遇の位置関係に依存する。多数の遭遇の場合、惑星が移動する方向は惑星に対する微惑星の平均角運動量に依存する。もし微惑星の平均角運動量が大きければ、例えば惑星の外側に微惑星円盤が存在する場合は、惑星は外側へ移動する。その逆であれば惑星は内側へと移動する。
惑星が微惑星円盤が持つのと同程度の角運動量を持った状態で始まる惑星移動の詳細は、微惑星の減少 (シンク) あるいは供給 (ソース) の要因に依存する。惑星が1つのみ存在する惑星系では、微惑星は放出によって失われるのみであり (シンク)、これは惑星を内側へと移動させる。複数の惑星が存在する場合は、他の惑星はシンクとしてもソースとしても働き得る。すなわち、微惑星は隣接する軌道にある別の惑星との遭遇の後に惑星の影響から取り除かれるか、あるいは遭遇によって惑星の影響下へと運ばれてくることもある。これらの過程は、外側の惑星は内側の惑星の影響下から大きな角運動量を持った微惑星を取り除き、あるいは小さな角運動量を持った微惑星を加えるという傾向があり、また内側の惑星はその逆の効果を外側の惑星の影響下にある微惑星に対して及ぼすため、これらの惑星の軌道は離れていくことになる。
惑星の軌道共鳴は微惑星の軌道が惑星と交差するまで微惑星の軌道離心率を上昇させ、これも微惑星のソースとして働く。最後に、惑星の移動は新しい微惑星のシンクとソースどちらとしても働き、惑星の移動を元々の方向に継続させる傾向がある正のフィードバックを引き起こす。微惑星による移動は、新しい微惑星がソースによって惑星と遭遇するよりも早く様々なシンクによって失われる場合は抑制され、失われるよりも早く新しい微惑星が惑星の影響下に入る場合は維持される。維持されている惑星移動がその移動のみによるものである場合、これは runaway migration と呼ばれる。別の惑星の影響下へと微惑星が失われることによる移動である場合、forced migration と呼ばれる。
微惑星円盤の中を公転する単一の惑星の場合、より短周期の微惑星との遭遇を起こすまでの時間スケールはより短く、そのため角運動量が小さい微惑星とより多くの遭遇を起こして惑星は内側へと移動する。しかしガス円盤中での微惑星による移動では、微惑星の大きさが特定の範囲内の場合は外向きの移動が起こり得る。これは短周期の微惑星はガス摩擦によって失われるからである。

## 共鳴捕獲

複数の天体が連鎖的に軌道共鳴を起こしている例。木星の衛星であるガリレオ衛星のうち、内側のイオとエウロパ、ガニメデの3つは、1:2:4 の連鎖した軌道共鳴 (ラプラス共鳴) に捕獲されている。

複数の惑星の軌道が収束するのであれば、惑星の移動はこれらの惑星を軌道共鳴に捕獲し、共鳴鎖を形成する場合がある。内側の惑星の移動がガス円盤の内縁で止められた場合、これらの惑星の軌道は収束することができ、その結果として内側に狭い軌道間隔で惑星が並ぶ惑星系が形成され得る。あるいは、タイプI移動を引き起こすトルクが打ち消し合う領域である収束帯で移動が抑制される場合、より遠方で惑星が連鎖的な共鳴に捕獲される場合がある。これは例えば凍結線の付近で発生し得る。重力的な遭遇もまた、かなりの軌道離心率を持った状態の共鳴捕獲をもたらす場合がある。
グランド・タック・モデルでは、木星が土星を外側の共鳴に捕獲した際に、木星の軌道移動が止まり外側へと反転したと考えられている。木星と土星の移動の停止と、天王星と海王星がさらに共鳴へと捕獲されたことで、太陽系はケプラーで多数発見されているような狭い範囲に複数のスーパー・アースを持つ系にはならなかった可能性がある。
惑星の外向きの移動によって、外側の惑星が微惑星を共鳴に捕獲する場合もある。この例が海王星との軌道共鳴に捕獲されている、エッジワース・カイパーベルトの冥王星族の天体である。
惑星移動によって複数の惑星が連鎖的に軌道共鳴で繋がった惑星系が形成されることが期待されるが、大部分の太陽系外惑星は共鳴に入っていない。共鳴鎖はガス円盤が散逸したあとの重力的不安定性によって破壊される可能性がある。また微惑星が残存している場合、微惑星との相互作用によって低質量の惑星の共鳴が壊され、共鳴のわずかに外側の軌道に移行することがある。さらに、恒星との潮汐相互作用や、円盤内での乱流、別の惑星によって引き起こされたガス円盤中の波との相互作用も、共鳴を破壊する要因となる。また、海王星よりも小さい惑星が大きな軌道離心率を持った軌道にいる場合、共鳴捕獲を回避できる可能性があることが指摘されている。

## 太陽系での惑星移動

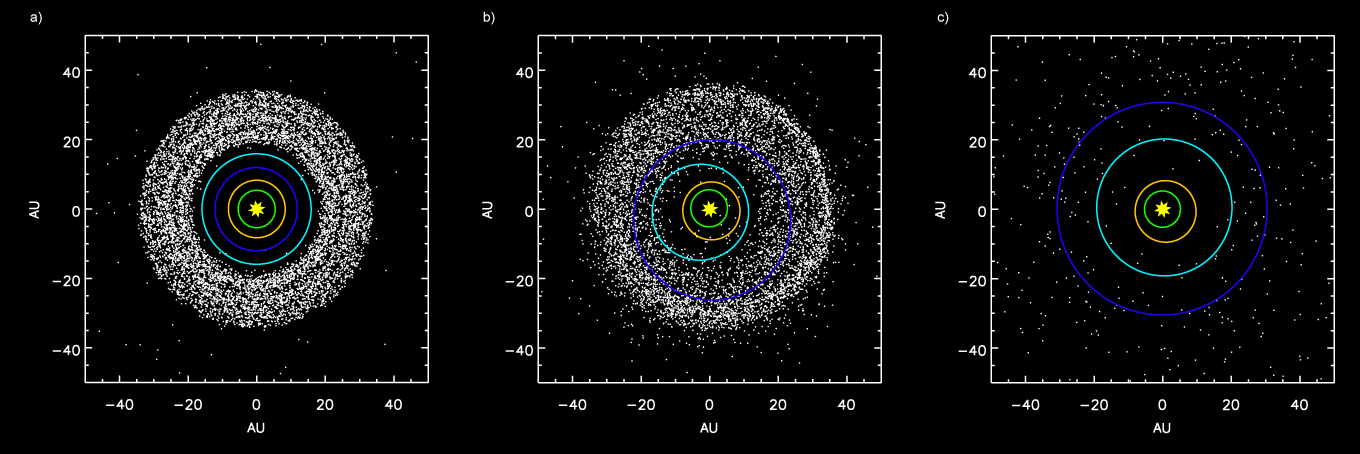
外惑星とカイパーベルトのコンピュータ・シミュレーション。a) 木星と土星が 2:1 軌道共鳴を起こす前 b) 海王星の軌道が変化した後にカイパーベルト天体が内太陽系散乱されている段階 c) カイパーベルト天体が木星によって弾き出された後

太陽系の外惑星の移動は、太陽系の最も外側の領域にある天体の軌道の特性のいくつかを説明するために提案されたシナリオである。海王星以遠には太陽系外縁天体が存在し、エッジワース・カイパーベルト天体や散乱円盤天体、オールトの雲と続いている。これらの3種類の小さい氷天体のまばらな集団は、観測されている彗星の大部分の起源であると考えられている。かつて存在した円盤は惑星へと集積するのに十分な質量密度を持っていなかったため、太陽から遠く離れたこれらの領域では天体の集積は遅く、原始太陽系星雲が散逸する前に惑星を形成することは出来なかったと考えられる。エッジワース・カイパーベルトは太陽から 30〜55 天文単位 (au) の範囲にまたがっている一方、散乱円盤はさらに遠方の 100 au を超えて広がり、オールトの雲は 50,000 au 程度から始まっているとされる。
太陽系形成論の仮説の一つであるニースモデルでは、エッジワース・カイパーベルトはかつては数密度が大きく、太陽に近い位置にあったとしている。このシナリオではカイパーベルトは数百万個もの微惑星を持ち、外縁がおよそ 30 au と現在の海王星の軌道付近にあったと仮定している。太陽系が形成された後、4つの巨大惑星の軌道は残存している大量の微惑星との相互作用に影響を受けてゆっくりと変化を続けた。5〜6億年経過した後 (今からおよそ40億年前)、木星と土星の軌道はお互いに離れながら 2:1 の軌道共鳴の位置を通過し、木星が太陽を2周する間に土星が1周するという状態になった。この共鳴の通過によって木星と土星の軌道離心率は上昇し、天王星と海王星の軌道は不安定化された。

ニースモデルにおける4つの巨大惑星の軌道進化のシミュレーションの一例。赤が木星、黄緑が土星、薄い青が天王星、濃い青が海王星の軌道半径である。このシミュレーションでは、天王星と海王星の位置関係が逆転している。

その後の惑星同士の遭遇によって、かつて天王星より内側にあったと思われる海王星は遠方へ飛ばされ、高密度の微惑星円盤へと突入した。巨大惑星は小さい氷天体の大部分を太陽系の内側へと散乱する一方で、それら自身は外側へと移動した。これらの微惑星は同様に別の惑星に遭遇してさらに散乱され、微惑星自身は内側へと移動する一方で惑星の軌道を外側へと移動させた。この過程は微惑星が木星と遭遇するまで継続した。木星は重力が強く、微惑星を非常に離心率の大きい楕円軌道へと変化させたり、あるいは太陽系から弾き出したりした。この過程で木星の軌道はわずかに内側へ移動した。この微惑星の散乱シナリオは、現在の太陽系外縁天体の総質量が小さいことを説明できる。
外惑星とは対照的に、内惑星は太陽系の年齢にわたって大きな惑星移動を経験したとは考えられていない。これは、内惑星の軌道は後期重爆撃期を経た後も安定して存在しているからである。